# Clément Horny
Pour les articles homonymes, voir Horny.
 (septembre 2021).
Clément Horny (né le 11 novembre 2000 à La Louvière en Belgique) est un coureur cycliste belge, spécialisé en cyclo-cross et en VTT. 

## Biographie
Clément Horny, né le 11 novembre 2000, est un coureur cycliste wallon spécialiste du cyclo-cross et du VTT. En 2024, il termine troisième du championnat de Belgique de VTT cross-country.

## Palmarès en VTT

### Championnat de Belgique
- 2024
  - 3e du cross-country

## Palmarès en cyclo-cross

### Par années
- 2022-2023
  - Coupe de France #6, Troyes
- 2024-2025
  - Champion de Belgique en Élites sans contrat
  - Fristads CX Täby Day 1, Täby
  - Fristads CX Täby Day 2, Täby
  - Hagströmska CX Falun, Falun